# Liste der IATA-Codes/U
Diese Teilliste führt alle IATA-Flughafencodes auf, die mit „U“ beginnen, und enthält Informationen zu den bezeichneten Verkehrsknotenpunkten.
A AA AB AC AD AE AF AG AH AI AJ AK AL AM AN AO AP AQ AR AS AT AU AV AW AX AY AZ
B BA BB BC BD BE BF BG BH BI BJ BK BL BM BN BO BP BQ BR BS BT BU BV BW BX BY BZ
C CA CB CC CD CE CF CG CH CI CJ CK CL CM CN CO CP CQ CR CS CT CU CV CW CX CY CZ
D DA DB DC DD DE DF DG DH DI DJ DK DL DM DN DO DP DQ DR DS DT DU DV DW DX DY DZ
E EA EB EC ED EE EF EG EH EI EJ EK EL EM EN EO EP EQ ER ES ET EU EV EW EX EY EZ
F FA FB FC FD FE FF FG FH FI FJ FK FL FM FN FO FP FQ FR FS FT FU FV FW FX FY FZ
G GA GB GC GD GE GF GG GH GI GJ GK GL GM GN GO GP GQ GR GS GT GU GV GW GX GY GZ
H HA HB HC HD HE HF HG HH HI HJ HK HL HM HN HO HP HQ HR HS HT HU HV HW HX HY HZ
I IA IB IC ID IE IF IG IH II IJ IK IL IM IN IO IP IQ IR IS IT IU IV IW IX IY IZ
J JA JB JC JD JE JF JG JH JI JJ JK JL JM JN JO JP JQ JR JS JT JU JV JW JX JY JZ
K KA KB KC KD KE KF KG KH KI KJ KK KL KM KN KO KP KQ KR KS KT KU KV KW KX KY KZ
L LA LB LC LD LE LF LG LH LI LJ LK LL LM LN LO LP LQ LR LS LT LU LV LW LX LY LZ
M MA MB MC MD ME MF MG MH MI MJ MK ML MM MN MO MP MQ MR MS MT MU MV MW MX MY MZ
N NA NB NC ND NE NF NG NH NI NJ NK NL NM NN NO NP NQ NR NS NT NU NV NW NX NY NZ
O OA OB OC OD OE OF OG OH OI OJ OK OL OM ON OO OP OQ OR OS OT OU OV OW OX OY OZ
P PA PB PC PD PE PF PG PH PI PJ PK PL PM PN PO PP PQ PR PS PT PU PV PW PX PY PZ
Q QA QB QC QD QE QF QG QH QI QJ QK QL QM QN QO QP QQ QR QS QT QU QV QW QX QY QZ
R RA RB RC RD RE RF RG RH RI RJ RK RL RM RN RO RP RQ RR RS RT RU RV RW RX RY RZ
S SA SB SC SD SE SF SG SH SI SJ SK SL SM SN SO SP SQ SR SS ST SU SV SW SX SY SZ
T TA TB TC TD TE TF TG TH TI TJ TK TL TM TN TO TP TQ TR TS TT TU TV TW TX TY TZ
U UA UB UC UD UE UF UG UH UI UJ UK UL UM UN UO UP UQ UR US UT UU UV UW UX UY UZ
V VA VB VC VD VE VF VG VH VI VJ VK VL VM VN VO VP VQ VR VS VT VU VV VW VX VY VZ
W WA WB WC WD WE WF WG WH WI WJ WK WL WM WN WO WP WQ WR WS WT WU WV WW WX WY WZ
X XA XB XC XD XE XF XG XH XI XJ XK XL XM XN XO XP XQ XR XS XT XU XV XW XX XY XZ
Y YA YB YC YD YE YF YG YH YI YJ YK YL YM YN YO YP YQ YR YS YT YU YV YW YX YY YZ
Z ZA ZB ZC ZD ZE ZF ZG ZH ZI ZJ ZK ZL ZM ZN ZO ZP ZQ ZR ZS ZT ZU ZV ZW ZX ZY ZZ

## UA
| IATA | ICAO | Flughafen                       | Ort                      | Region           | Land                   |
| ---- | ---- | ------------------------------- | ------------------------ | ---------------- | ---------------------- |
| UAB  | LTAG | Incirlik Air Base               | Adana                    | Mittelmeerregion | Türkei                 |
| UAC  | –    | Flugplatz San Luis Río Colorado | San Luis Río Colorado    | Sonora           | Mexiko                 |
| UAE  | –    | Flugplatz Mount Aue             | Mount Aue                | Jiwaka           | Papua-Neuguinea        |
| UAH  | NTMU | Flughafen Ua Huka               | Ua Huka                  | Marquesas        | Französisch-Polynesien |
| UAI  | WPDB | Flughafen Suai                  | Suai                     | Cova Lima        | Osttimor               |
| UAK  | BGBW | Flughafen Narsarsuaq            | Narsarsuaq               | Kujalleq         | Grönland               |
| UAL  | FNUA | Flugplatz Luau                  | Luau                     | Moxico           | Angola                 |
| UAM  | PGUA | Andersen Air Force Base         | –                        | –                | Guam                   |
| UAP  | NTMP | Flughafen Ua Pou                | Ua Pou                   | Marquesas        | Französisch-Polynesien |
| UAQ  | SANU | Flughafen San Juan              | San Juan                 | San Juan         | Argentinien            |
| UAR  | GMFB | Flughafen Bouarfa               | Bouarfa                  | Oriental         | Marokko                |
| UAS  | HKSB | Flughafen Samburu               | Samburu National Reserve | Isiolo           | Kenia                  |
| UAX  | –    | Flugplatz Uaxactún              | Uaxactún                 | Petén            | Guatemala              |

## UB
| IATA | ICAO | Flughafen                            | Ort              | Region            | Land            |
| ---- | ---- | ------------------------------------ | ---------------- | ----------------- | --------------- |
| UBA  | SBUR | Flughafen Uberaba                    | Uberaba          | Minas Gerais      | Brasilien       |
| UBB  | YMAA | Flughafen Mabuiag Island             | Mabuiag          | Queensland        | Australien      |
| UBI  | –    | ehemaliger Flughafen Buin            | Buin             | Bougainville      | Papua-Neuguinea |
| UBJ  | RJDC | Flughafen Yamaguchi-Ube              | Ube              | Chūgoku           | Japan           |
| UBN  | ZMCK | Chinggis Khaan International Airport | Ulaanbaatar      | Töw-Aimag         | Mongolei        |
| UBP  | VTUU | Flughafen Ubon Ratchathani           | Ubon Ratchathani | Isan              | Thailand        |
| UBR  | WAJU | Flugplatz Ubrub                      | Ubrub            | Papua             | Indonesien      |
| UBS  | KUBS | Lowndes County Airport               | Columbus         | Mississippi       | USA             |
| UBT  | SDUB | Flughafen Ubatuba                    | Ubatuba          | São Paulo         | Brasilien       |
| UBU  | YKAL | Flugplatz Kalumburu                  | Kalumburu        | Western Australia | Australien      |

## UC
| IATA | ICAO | Flughafen                        | Ort              | Region             | Land     |
| ---- | ---- | -------------------------------- | ---------------- | ------------------ | -------- |
| UCB  | ZBUC | Flughafen Ulanqab                | Ulanqab          | Innere Mongolei    | VR China |
| UCC  | KUCC | Yucca Airstrip                   | Mercury (Nevada) | Nevada             | USA      |
| UCE  | –    | Eunice Airport                   | Eunice           | Louisiana          | USA      |
| UCK  | UKLC | Flugplatz Luzk                   | Luzk             | Wolyn              | Ukraine  |
| UCN  | GLBU | Flugplatz Buchanan               | Buchanan         | Grand Bassa County | Liberia  |
| UCT  | UUYH | Flughafen Uchta                  | Uchta            | Komi               | Russland |
| UCY  | KUCY | Everett–Stewart Regional Airport | Union City       | Tennessee          | USA      |

## UD
| IATA | ICAO | Flughafen                    | Ort                          | Region                  | Land        |
| ---- | ---- | ---------------------------- | ---------------------------- | ----------------------- | ----------- |
| UDA  | YUDA | Flugplatz Undara             | Undara-Volcanic-Nationalpark | Queensland              | Australien  |
| UDD  | KUDD | Flugplatz Bermuda Dunes      | Palm Springs                 | Kalifornien             | USA         |
| UDE  | EHVK | Militärflugplatz Volkel      | Uden                         | Noord-Brabant           | Niederlande |
| UDI  | SBUL | Flughafen Uberlândia         | Uberlândia                   | Minas Gerais            | Brasilien   |
| UDJ  | UKLU | Flughafen Uschhorod          | Uschhorod                    | Transkarpatien          | Ukraine     |
| UDN  | LIPD | Flugplatz Udine-Campoformido | Udine                        | Friaul-Julisch Venetien | Italien     |
| UDR  | VAUD | Flughafen Udaipur            | Udaipur                      | Rajasthan               | Indien      |

## UE
| IATA | ICAO | Flughafen                          | Ort        | Region                           | Land       |
| ---- | ---- | ---------------------------------- | ---------- | -------------------------------- | ---------- |
| UEE  | YQNS | Flughafen Queenstown (stillgelegt) | Queenstown | Tasmanien                        | Australien |
| UEL  | FQQL | Flughafen Quelimane                | Quelimane  | Zambezia                         | Mosambik   |
| UEN  | USDU | Flughafen Urengoi                  | Urengoi    | Autonomer Kreis der Jamal-Nenzen | Russland   |
| UEO  | ROKJ | Flughafen Kumejima                 | Kumejima   | Okinawa                          | Japan      |
| UES  | KUES | Waukesha County Airport            | Waukesha   | Wisconsin                        | USA        |
| UET  | OPQT | Flughafen Quetta                   | Quetta     | Belutschistan                    | Pakistan   |

## UF
| IATA | ICAO | Flughafen     | Ort | Region         | Land     |
| ---- | ---- | ------------- | --- | -------------- | -------- |
| UFA  | UWUU | Flughafen Ufa | Ufa | Baschkortostan | Russland |

## UG
| IATA | ICAO | Flughafen                | Ort         | Region       | Land       |
| ---- | ---- | ------------------------ | ----------- | ------------ | ---------- |
| UGA  | ZMBN | Flughafen Bulgan         | Bulgan      | Bulgan-Aimag | Mongolei   |
| UGB  | –    | Ugashik Bay Airport      | Pilot Point | Alaska       | USA        |
| UGC  | UTNU | Flughafen Urganch        | Urganch     | Xorazm       | Usbekistan |
| UGI  | –    | Flugplatz Uganik         | Uganik      | Alaska       | USA        |
| UGN  | KUGN | Flughafen Waukegan       | Waukegan    | Illinois     | USA        |
| UGO  | FNUG | Flughafen Uíge           | Uíge        | Uíge         | Angola     |
| UGS  | –    | Ugashik Airport          | Ugashik     | Alaska       | USA        |
| UGT  | –    | Flugplatz Bulagtai       | Bulagtai    | Ömnö-Gobi    | Mongolei   |
| UGU  | –    | Flughafen Bilogai-Sugapa | Bilogai     | Papua        | Indonesien |

## UH
| IATA | ICAO | Flughafen                  | Ort              | Region  | Land       |
| ---- | ---- | -------------------------- | ---------------- | ------- | ---------- |
| UHE  | LKKU | Flughafen Uherské Hradiště | Uherské Hradiště | Zlínský | Tschechien |

## UI
| IATA | ICAO | Flughafen                     | Ort        | Region            | Land           |
| ---- | ---- | ----------------------------- | ---------- | ----------------- | -------------- |
| UIB  | SKUI | Flughafen Quibdó              | Quibdó     | Chocó             | Kolumbien      |
| UIH  | VVPC | Flughafen Phu Cat             | Quy Nhơn   | Nam Trung Bộ      | Vietnam        |
| UII  | MHUT | Flughafen Útila               | Útila      | Islas de la Bahía | Honduras       |
| UIK  | UIBS | Flughafen Ust-Ilimsk          | Ust-Ilimsk | Irkutsk           | Russland       |
| UIL  | KUIL | Flughafen Quillayute          | Forks      | Washington        | USA            |
| UIN  | KUIN | Flughafen Quincy              | Quincy     | Illinois          | USA            |
| UIO  | SEQM | Flughafen Quito               | Quito      | Pichincha         | Ecuador        |
| UIP  | LFRQ | Flughafen Quimper-Cornouaille | Quimper    | Bretagne          | Frankreich     |
| UIQ  | NVVQ | Flugplatz Quoin Hill          | Quoin Hill | Shefa             | Vanuatu        |
| UIR  | YQDI | Flugplatz Quirindi            | Quirindi   | New South Wales   | Australien     |
| UIT  | –    | Flugplatz Jaluit              | Jaluit     | Jaluit            | Marshallinseln |

## UJ
| IATA | ICAO | Flughafen       | Ort      | Region           | Land           |
| ---- | ---- | --------------- | -------- | ---------------- | -------------- |
| UJE  | –    | Flugplatz Ujae  | Ujae     | Ujae             | Marshallinseln |
| UJN  | RKTL | Flughafen Uljin | Uljin    | Gyeongsangbuk-do | Südkorea       |
| UJU  | ZKUJ | Flugplatz Uiju  | Ŭiju-gun | P’yŏngan-pukto   | Nordkorea      |

## UK
| IATA | ICAO | Flughafen                | Ort                       | Region        | Land            |
| ---- | ---- | ------------------------ | ------------------------- | ------------- | --------------- |
| UKA  | HKUK | Flughafen Ukunda         | Ukunda                    | Kwale County  | Kenia           |
| UKB  | RJBE | Flughafen Kōbe           | Kōbe                      | Kinki         | Japan           |
| UKG  | UEBT | Flughafen Ust-Kuiga      | Ust-Kuiga                 | Sacha         | Russland        |
| UKH  | OOMK | Flughafen Mukhaizna      | Mukhaizna-Ölfeld          | al-Wusta      | Oman            |
| UKI  | KUKI | Flugplatz Ukiah          | Ukiah                     | Kalifornien   | USA             |
| UKK  | UASK | Flughafen Öskemen        | Öskemen (Ust-Kamenogorsk) | Ostkasachstan | Kasachstan      |
| UKN  | –    | Waukon Municipal Airport | Waukon                    | Iowa          | USA             |
| UKR  | OYMK | Flughafen Mukayras       | Mukayras                  | al-Baidā'     | Jemen           |
| UKS  | UKFB | Flughafen Sewastopol     | Sewastopol                | Krim          | Ukraine         |
| UKT  | KUKT | Flughafen Quakertown     | Quakertown                | Pennsylvania  | USA             |
| UKU  | –    | Flugplatz Nuku           | Nuku                      | Sandaun       | Papua-Neuguinea |
| UKX  | UITT | Flughafen Ust-Kut        | Ust-Kut                   | Irkutsk       | Russland        |

## UL
| IATA | ICAO | Flughafen                              | Ort                          | Region           | Land            |
| ---- | ---- | -------------------------------------- | ---------------------------- | ---------------- | --------------- |
| ULA  | SAWJ | Flughafen Puerto San Julián            | Puerto San Julián            | Santa Cruz       | Argentinien     |
| ULB  | NVSU | Flughafen Ulei                         | Ulei, Ambrym                 | Malampa          | Vanuatu         |
| ULD  | FAUL | Flughafen Ulundi                       | Ulundi                       | KwaZulu-Natal    | Südafrika       |
| ULE  | –    | Flugplatz Sule                         | Sule                         | West New Britain | Papua-Neuguinea |
| ULG  | ZMUL | Flughafen Ölgii                        | Ölgii                        | Bajan-Ölgii      | Mongolei        |
| ULH  | OEAO | Flughafen al-ʿUla                      | al-ʿUla                      | Medina           | Saudi-Arabien   |
| ULI  | –    | Flugplatz Ulithi                       | Ulithi                       | Yap              | Mikronesien     |
| ULK  | UERL | Flughafen Lensk                        | Lensk                        | Sacha            | Russland        |
| ULL  | –    | Flugplatz Mull                         | Isle of Mull                 | Schottland       | Großbritannien  |
| ULM  | KULM | New Ulm Municipal Airport              | New Ulm                      | Minnesota        | USA             |
| ULN  | ZMUB | Internationaler Flughafen Bujunt-Uchaa | Ulaanbaatar                  | –                | Mongolei        |
| ULO  | ZMUG | Flughafen Ulaangom                     | Ulaangom                     | Uws              | Mongolei        |
| ULP  | YQLP | Flughafen Quilpie                      | Quilpie                      | Queensland       | Australien      |
| ULQ  | SKUL | Flugplatz Tuluá                        | Tuluá                        | Valle del Cauca  | Kolumbien       |
| ULS  | –    | Flugplatz Mulatos                      | Mulatos (Necoclí)            | Antioquia        | Kolumbien       |
| ULU  | HUGU | Flughafen Gulu                         | Gulu                         | Gulu             | Uganda          |
| ULV  | UWLL | Flughafen Uljanowsk-Baratajewka        | Uljanowsk                    | Uljanowsk        | Russland        |
| ULX  | FAUS | Ulusaba Airport                        | Ulusaba Private Game Reserve | Mpumalanga       | Südafrika       |
| ULY  | UWLW | Flughafen Uljanowsk-Wostotschny        | Uljanowsk                    | Uljanowsk        | Russland        |
| ULZ  | ZMDN | Flughafen Donoi                        | Uliastai                     | Dsawchan         | Mongolei        |

## UM
| IATA | ICAO | Flughafen                            | Ort       | Region            | Land            |
| ---- | ---- | ------------------------------------ | --------- | ----------------- | --------------- |
| UMA  | MUMA | Flughafen Maisí                      | Maisí     | Guantánamo        | Kuba            |
| UMC  | –    | Flugplatz Umba                       | Umba      | Morobe            | Papua-Neuguinea |
| UME  | ESNU | Flughafen Umeå                       | Umeå      | Västerbottens län | Schweden        |
| UMI  | SPIL | Flugplatz Quince Mil                 | Quincemil | Cusco             | Peru            |
| UMM  | PAST | Summit Airport                       | Summit    | Alaska            | USA             |
| UMR  | YPWR | Woomera Airfield                     | Woomera   | South Australia   | Australien      |
| UMS  | UEMU | Flughafen Ust-Maja                   | Ust-Maja  | Sacha             | Russland        |
| UMT  | PAUM | Flughafen Umiat                      | Umiat     | Alaska            | USA             |
| UMU  | SSUM | Flugplatz Umuarama                   | Umuarama  | Paraná            | Brasilien       |
| UMY  | UKHS | Flughafen Sumy                       | Sumy      | Sumy              | Ukraine         |
| UMZ  | KMEZ | Mena Intermountain Municipal Airport | Mena      | Arkansas          | USA             |

## UN
| IATA | ICAO | Flughafen                 | Ort                     | Region      | Land                           |
| ---- | ---- | ------------------------- | ----------------------- | ----------- | ------------------------------ |
| UNA  | SBTC | Flugplatz Una-Comandatuba | Una/Ilha de Comandatuba | Bahia       | Brasilien                      |
| UNC  | –    | Flugplatz Unguía          | Unguía                  | Chocó       | Kolumbien                      |
| UND  | OAUZ | Flughafen Kundus          | Kundus                  | Kundus      | Afghanistan                    |
| UNE  | FXQN | Flugplatz Qacha’s Nek     | Qacha’s Nek             | Qacha’s Nek | Lesotho                        |
| UNG  | AYKI | Flughafen Kiunga          | Kiunga                  | Western     | Papua-Neuguinea                |
| UNI  | TVSU | Union Island Airport      | Union Island            | Grenadinen  | St. Vincent und die Grenadinen |
| UNK  | PAUN | Flughafen Unalakleet      | Unalakleet              | Alaska      | USA                            |
| UNN  | VTSR | Flughafen Ranong          | Ranong                  | Südthailand | Thailand                       |
| UNR  | ZMUH | Flughafen Öndörchaan      | Öndörchaan              | Chentii     | Mongolei                       |
| UNT  | EGPW | Flugplatz Unst            | Unst, Shetlandinseln    | Schottland  | Großbritannien                 |
| UNU  | KUNU | Dodge County Airport      | Juneau                  | Wisconsin   | USA                            |

## UO
| IATA | ICAO | Flughafen                 | Ort     | Region           | Land                   |
| ---- | ---- | ------------------------- | ------- | ---------------- | ---------------------- |
| UOA  | NTTX | Flugplatz Mururoa         | Mururoa | Tuamotu-Archipel | Französisch-Polynesien |
| UOL  | WAMY | Flughafen Pogogul         | Buol    | Sulawesi Tengah  | Indonesien             |
| UOS  | KUOS | Franklin County Airport   | Sewanee | Tennessee        | USA                    |
| UOX  | KUOX | University-Oxford Airport | Oxford  | Mississippi      | USA                    |

## UP
| IATA | ICAO | Flughafen               | Ort                | Region           | Land            |
| ---- | ---- | ----------------------- | ------------------ | ---------------- | --------------- |
| UPB  | MUPB | Flughafen Playa Baracoa | Havanna            | Artemisa         | Kuba            |
| UPG  | WAAA | Flughafen Makassar      | Makassar           | Sulawesi Selatan | Indonesien      |
| UPL  | MRUP | Flugplatz Upala         | Upala              | Alajuela         | Costa Rica      |
| UPN  | MMPN | Flughafen Uruapan       | Uruapan            | Michoacán        | Mexiko          |
| UPP  | PHUP | Upolu Airport           | Hawi               | Hawaii           | USA             |
| UPR  | –    | Flugplatz Upiara        | Upiara             | Western          | Papua-Neuguinea |
| UPV  | EGDJ | Militärflughafen Upavon | Upavon (Wiltshire) | England          | Großbritannien  |

## UQ
| IATA                                             | ICAO | Flughafen | Ort | Region | Land |
| ------------------------------------------------ | ---- | --------- | --- | ------ | ---- |
| Es gibt keine IATA-Codes, die mit „UQ“ beginnen. |      |           |     |        |      |

## UR
| IATA | ICAO | Flughafen                       | Ort                           | Region                                       | Land            |
| ---- | ---- | ------------------------------- | ----------------------------- | -------------------------------------------- | --------------- |
| URA  | UARR | Flughafen Oral Aq Schol         | Oral                          | Westkasachstan                               | Kasachstan      |
| URB  | –    | ehemaliger Flughafen Urubupunga | Castilho                      | São Paulo                                    | Brasilien       |
| URC  | ZWWW | Flughafen Ürümqi-Diwopu         | Ürümqi                        | Xinjiang                                     | VR China        |
| URD  | EDQE | Flugplatz Burg Feuerstein       | Ebermannstadt                 | Bayern                                       | Deutschland     |
| URE  | EEKE | Flughafen Kuressaare            | Kuressaare                    | Saare                                        | Estland         |
| URG  | SBUG | Flughafen Uruguaiana            | Uruguaiana                    | Rio Grande do Sul                            | Brasilien       |
| URI  | SKUB | Flughafen La Uribe              | La Uribe                      | Meta                                         | Kolumbien       |
| URJ  | USHU | Flughafen Urai                  | Urai                          | Autonomer Kreis der Chanten und Mansen/Jugra | Russland        |
| URM  | SVUM | Flugplatz Urimán                | Urimán (Nationalpark Canaima) | Bolívar                                      | Venezuela       |
| URN  | OAOG | Flughafen Urgun                 | Urgun                         | Paktika                                      | Afghanistan     |
| URO  | LFOP | Flughafen Rouen                 | Rouen                         | Normandie                                    | Frankreich      |
| URR  | SKUR | Flughafen Urrao                 | Urrao                         | Antioquia                                    | Kolumbien       |
| URS  | UUOK | Flughafen Kursk Wostotschny     | Kursk                         | Kursk                                        | Russland        |
| URT  | VTSB | Flughafen Surat Thani           | Surat Thani                   | Südthailand                                  | Thailand        |
| URU  | AYUE | Flugplatz Uroubi                | Uroubi                        | Oro                                          | Papua-Neuguinea |
| URY  | OEGT | Flughafen al-Qurayyat           | al-Qurayyat                   | al-Dschauf                                   | Saudi-Arabien   |
| URZ  | –    | Flugplatz Uruzgan               | Khas Uruzgan                  | Urusgan                                      | Afghanistan     |

## US
| IATA | ICAO | Flughafen                          | Ort             | Region            | Land            |
| ---- | ---- | ---------------------------------- | --------------- | ----------------- | --------------- |
| USA  | KJQF | Regionalflughafen Concord-Padgett  | Concord         | North Carolina    | USA             |
| USC  | –    | Union County Airport               | Union           | South Carolina    | USA             |
| USH  | SAWH | Flughafen Ushuaia                  | Ushuaia         | Tierra del Fuego  | Argentinien     |
| USI  | SYMB | Flugplatz Mabaruma                 | Mabaruma        | Barima-Waini      | Guyana          |
| USK  | UUYS | Flughafen Ussinsk                  | Ussinsk         | Komi              | Russland        |
| USL  | YUSL | Flugplatz Useless Loop             | Useless Loop    | Western Australia | Australien      |
| USM  | VTSM | Flughafen Ko Samui                 | Ko Samui        | Südthailand       | Thailand        |
| USN  | RKPU | Flughafen Ulsan                    | Ulsan           | –                 | Südkorea        |
| USO  | –    | Flugplatz Usino                    | Usino           | Madang            | Papua-Neuguinea |
| USQ  | LTBO | Flughafen Uşak                     | Uşak            | Ägäisregion       | Türkei          |
| USR  | UEMT | Flugplatz Ust-Nera                 | Ust-Nera        | Sacha             | Russland        |
| USS  | MUSS | Flughafen Sancti Spíritus          | Sancti Spíritus | Sancti Spíritus   | Kuba            |
| UST  | KSGJ | Northeast Florida Regional Airport | St. Augustine   | Florida           | USA             |
| USU  | RPVV | Busuanga Airport                   | Busuanga        | MIMAROPA          | Philippinen     |

## UT
| IATA | ICAO | Flughafen                    | Ort            | Region             | Land           |
| ---- | ---- | ---------------------------- | -------------- | ------------------ | -------------- |
| UTA  | FVMU |                              | Mutare         | Manicaland         | Simbabwe       |
| UTB  | YMTB | Flugplatz Muttaburra         | Muttaburra     | Queensland         | Australien     |
| UTC  | EHSB | Militärflugplatz Soesterberg | Utrecht        | Utrecht            | Niederlande    |
| UTD  | –    | Flugplatz Nutwood Downs      | Nutwood Downs  | Northern Territory | Australien     |
| UTG  | FXQG | Flugplatz Quthing            | Quthing        | Distrikt Quthing   | Lesotho        |
| UTH  | VTUD | Flughafen Udon Thani         | Udon Thani     | Isan               | Thailand       |
| UTI  | EFUT | Militärflughafen Utti        | Utti (Kouvola) | Kymenlaakso        | Finnland       |
| UTK  | –    | Flugplatz Utirik             | Utirik         | Utirik             | Marshallinseln |
| UTM  | KUTA | Flughafen Tunica             | Tunica         | Mississippi        | USA            |
| UTN  | FAUP | Flughafen Upington           | Upington       | Nordkap            | Südafrika      |
| UTO  | PAIM | Indian Mountain Airport      | Utopia Creek   | Alaska             | USA            |
| UTP  | VTBU | Flughafen U-Tapao            | Pattaya        | Zentralthailand    | Thailand       |
| UTR  | VTPU | Flugplatz Uttaradit          | Uttaradit      | Nordthailand       | Thailand       |
| UTS  | UUYX | Flugplatz Ust-Zilma          | Ust-Zilma      | Komi               | Russland       |
| UTT  | FAUT | Flughafen Mthatha            | Mthatha        | Ostkap             | Südafrika      |
| UTU  | –    | Flugplatz Ustupo             | Ustupo         | Guna Yala          | Panama         |
| UTW  | FAQT | Flugplatz Queenstown         | Queenstown     | Ostkap             | Südafrika      |

## UU
| IATA | ICAO | Flughafen                    | Ort                | Region     | Land            |
| ---- | ---- | ---------------------------- | ------------------ | ---------- | --------------- |
| UUA  | UWKB | Flughafen Bugulma            | Bugulma            | Tatarstan  | Russland        |
| UUD  | UIUU | Flughafen Ulan-Ude           | Ulan-Ude           | Burjatien  | Russland        |
| UUK  | PAKU | Flugplatz Ugnu-Kuparuk       | Kuparuk            | Alaska     | USA             |
| UUN  | ZMBU | Flughafen Baruun-Urt         | Baruun-Urt         | Süchbaatar | Mongolei        |
| UUS  | UHSS | Flughafen Juschno-Sachalinsk | Juschno-Sachalinsk | Sachalin   | Russland        |
| UUU  | –    | Flugplatz Manumu             | Manumu             | Oro        | Papua-Neuguinea |

## UV
| IATA | ICAO | Flughafen                         | Ort        | Region              | Land            |
| ---- | ---- | --------------------------------- | ---------- | ------------------- | --------------- |
| UVA  | KUVA | Flugplatz Garner Field            | Uvalde     | Texas               | USA             |
| UVE  | NWWV | Flugplatz Ouvéa                   | Ouvéa      | Loyalitätsinseln    | Neukaledonien   |
| UVF  | TLPL | Flughafen Hewanorra International | Vieux Fort | Vieux Fort          | St. Lucia       |
| UVL  | HEKG | Flugplatz Charga                  | Charga     | al-Wadi al-dschadid | Ägypten         |
| UVO  | –    | Flugplatz Uvol                    | Uvol       | East New Britain    | Papua-Neuguinea |

## UW
| IATA | ICAO | Flughafen      | Ort  | Region        | Land |
| ---- | ---- | -------------- | ---- | ------------- | ---- |
| UWA  | –    | Flugplatz Ware | Ware | Massachusetts | USA  |

## UX
| IATA                                             | ICAO | Flughafen | Ort | Region | Land |
| ------------------------------------------------ | ---- | --------- | --- | ------ | ---- |
| Es gibt keine IATA-Codes, die mit „UX“ beginnen. |      |           |     |        |      |

## UY
| IATA | ICAO | Flughafen              | Ort   | Region          | Land     |
| ---- | ---- | ---------------------- | ----- | --------------- | -------- |
| UYL  | HSNN | Flughafen Nyala        | Nyala | Dschanub Darfur | Sudan    |
| UYN  | ZLYL | Flughafen Yulin Yuyang | Yulin | Shaanxi         | VR China |
| UYU  | SLUY | Flughafen Uyuni        | Uyuni | Potosí          | Bolivien |

## UZ
| IATA | ICAO | Flughafen               | Ort           | Region        | Land        |
| ---- | ---- | ----------------------- | ------------- | ------------- | ----------- |
| UZC  | LYUZ | Flugplatz Užice         | Užice         | Zlatibor      | Serbien     |
| UZM  | –    | Flugplatz Hope Bay      | Hope Bay      | Nunavut       | Kanada      |
| UZR  | –    | Flugplatz Ürschar       | Ürschar       | Ostkasachstan | Kasachstan  |
| UZU  | SATU | Flughafen Curuzú Cuatiá | Curuzú Cuatiá | Corrientes    | Argentinien |